# رفاعي (اسم)
رفاعي هو اسم علم مذكر من أصل عربي، ومعناه هو منسوب إلى الرفاع، وهو رفعة المقام الشرف والعزة.

## شخصيات تحمل الاسم
- رفاعي سرور (1947 – 21 فبراير 2012)
- رفاعي طه (قائد الجماعة الإسلامية في مصر بعد عمر عبد الرحمن، 24 يونيو 1954 – أبريل 2016)

## وصلات خارجية
- موسوعة السلطان قابوس لأسماء العرب نسخة محفوظة 5 أبريل 2019 على موقع واي باك مشين.